# 啖助
啖助（724年—770年），字叔佐，趙州（今河北省）人。唐代经学家。
開元十二年（724年）出生，遷居关中。博通《春秋》，所持言論，多異於先儒，他本人对“三传”进行批评。赵匡和陆淳是他的學生，三人並稱三傑，陈振孙说：“（春秋）三传之外，能卓然有见于千载之后者，自啖氏始。”邵雍说：“《春秋》三传而外，陆淳、啖助可以兼治。”皮锡瑞也说：“《春秋》杂采三传，自啖助始。”天宝年间末，客居江东，恰逢安史之乱，不得归，曾任台州府臨海（今浙江台州）縣尉、潤州丹陽（今江蘇省）主簿。任满之后，在家閉門著述。大曆五年（770年）卒。著有《春秋集传集注》及《春秋统例》，均佚。有子啖異。